# Пиндола Бхарадваджа
Пиндола Бхарадваджа — (кит. 賓頭盧頗羅墮, пиньинь Bīntóulú); (яп. 賓頭盧 Binzuru) — буддийский архат. Согласно ранним буддийским сутрам, являлся одним из четырёх архатов, которым Будда велел остаться в миру, чтобы дальше проповедовать буддизм. Каждый из архатов ассоциируется с одной из четырёх сторон света, Пиндола ассоциируется с Западом. Позже Пиндола вошёл в число 16 архатов. В индийской и тибетской буддийской иконографии чаще всего изображался держащим в руках книгу и чашу для подаяний.
Считалось, что Пиндола являлся мастером в искусстве врачевания и лечебной магии. Тем не менее, порицался Буддой за свою любовь к алкоголю и честолюбие, с чем связано множество историй, служащих основой сюжета для некоторый буддийских изображений и канонов.

## Биография

### Становление Пиндолы последователем Будды
Бхарадваджа был сыном брахмана царя Удены из Косамби. Бхарадваджа был знатоком трёх Вед и предводителем 500 брахманов. Однако вскоре его жизнь ему наскучила и он отправился в Раджагаху.
В это время в Раджагахе Будда проповедовал своё учение в городе. Бхарадваджа присутствовал на этой проповеди и впечатлившись, решил стать последователем Будды, вскоре став бхиккху. Бхарадваджа страдал чревоугодием и ежедневно поглощал множество блюд. За свою привычку бродить в разных местах в поисках еды он и получил своё имя — Пиндола («тот, кто ищет подаяние в виде пищи»).

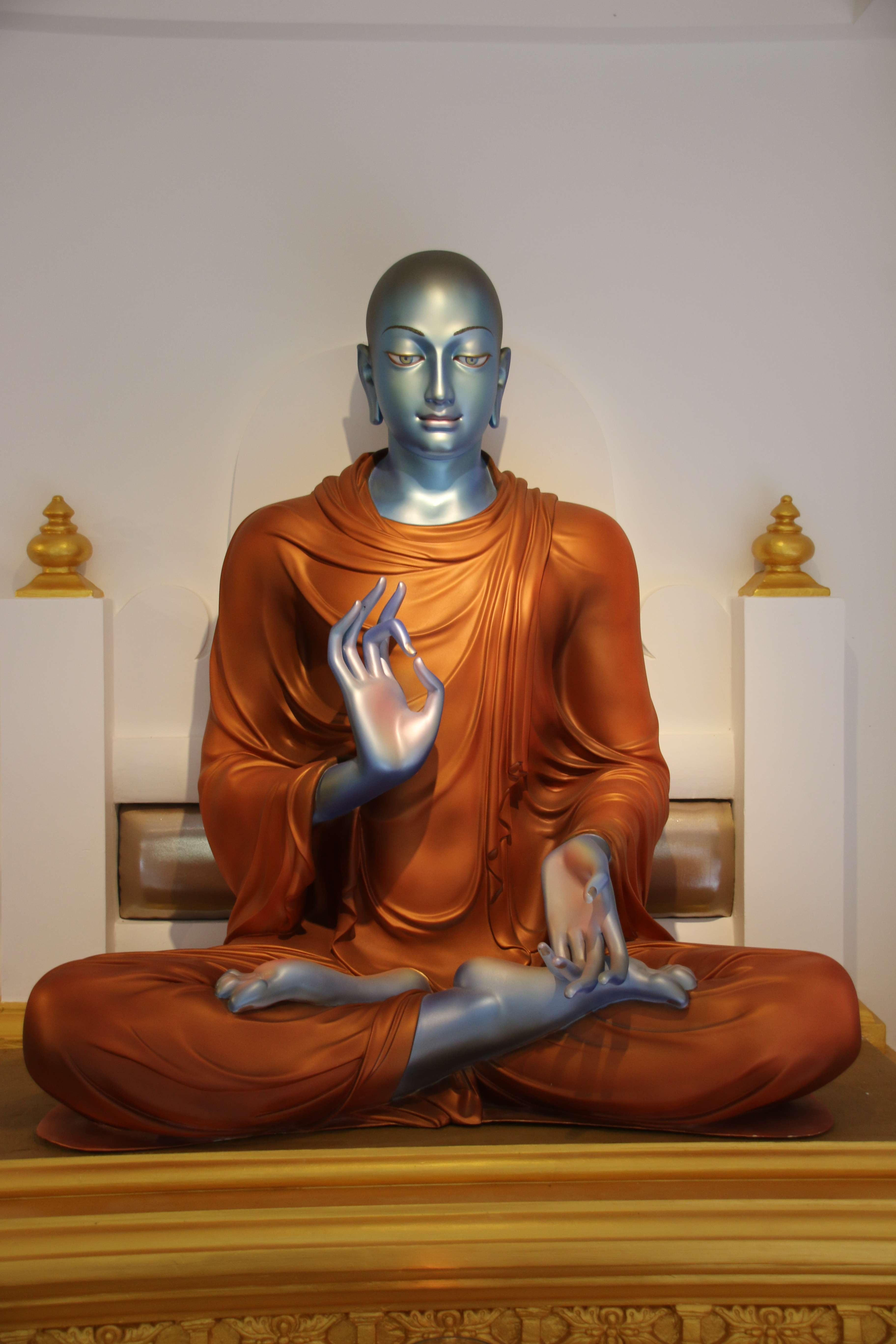
Архат Маудгальяяна

Практикуя индрия бхавану, технику контроля над органами чувств, Пиндола вскоре достиг высшей нравственной чистоты и стал архатом. Возгордившись своими духовными достижениями, он решил бросить вызов всем сомневающимся, дав им возможность задавать любые вопросы, касающиеся закона дхармы. Об этом узнал один торговец из Раджагахи, который решил установить на трёхметровый бамбуковый шест свою сандаловую чашу и объявил, что снять её под силу любому настоящему буддийскому святому. По совету архата Маудгальяяны Пиндола решил принять вызов. Используя свои сверхъестественные способности, он поднялся наверх и снял чашу. Будда, узнав об этом, со всей строгостью отчитал Пиндолу, наказав ему больше никогда не применять свои сверхспособности из честолюбия.

### Изгнание Пиндолы и его возвращение
Через какое-то время Будда попросил Пиндолу навестить семью одного богатого человека, дом и семья которого страдали из-за злых духов, дав ему строгое указание изгнать духов и сразу же вернуться обратно. Прибывший на место Пиндола изгнал духов из дома, после чего радушный хозяин принялся предлагать тому вместе отпраздновать. Пиндола сдался под напором хозяина и согласился вместе с ним выпить. Вскоре он окончательно опьянел, а злые духи вновь вернулись в дом. Узнавший об этом Будда изгнал Пиндолу из своего окружения. Раскаявшийся архат продолжил следовать за Буддой не смотря ни на что, во время редких остановок находясь снаружи его палатки.
Уже находясь при смерти, Будда, убедившийся в верности и искреннем раскаянии Пиндолы, призвал его обратно и простил. Вместе с остальными 16 архатами, Пиндола, по наказанию Будды, остался в миру. Используя свои таланты врачевателя, он сел на входе у храма, чтобы каждый приходящий к нему больной человек мог получить исцеление.

## В других странах

### Япония
В Японии Пиндола известен под именем Биндзуру (яп. 賓頭盧 Binzuru) и является одним из самых популярных архатов. Его статую можно найти во многих храмах Японии. В храме Тодайдзи деревянная статуя Биндзуру располагается на входе в трапезную и изображает архата сидящим в позе лотоса. Биндзуру — единственный из 16 архатов, статуя которого располагается именно снаружи постройки. Это связано с прошлой склонностью Биндзуру потакать собственным слабостям: жадности, любострастию, чревоугодию, за которые Будда однажды и изгнал архата из числа своих приближённых, вынудив Биндзуру до самой своей смерти быть единственным из 16 архатов, которому при каждой остановке приходилось стоять снаружи шатра, в котором располагался Будда и его приближённые. Лишь чувствуя приближение собственной смерти, Будда, знавший об истинной преданности архата, призвал Биндзуру обратно и простил его, велев в числе 16 архатов остаться в миру, чтобы помогать людям и проповедовать своё учение дальше. Статуя имеет поношенный вид, что связано не только с возрастом статуи, но и с японской традицией, согласно которой, потерев больной частью тела статую Биндзуру, боль уйдёт и человек излечится. Такие статуи в Японии называются надэботокэ. Кроме того, во многих храмах Японии Биндзуру можно увидеть носящим детский фартук и чепчик, так как люди верят, что Биндзуру так же охраняет здоровье младенцев и маленьких детей.

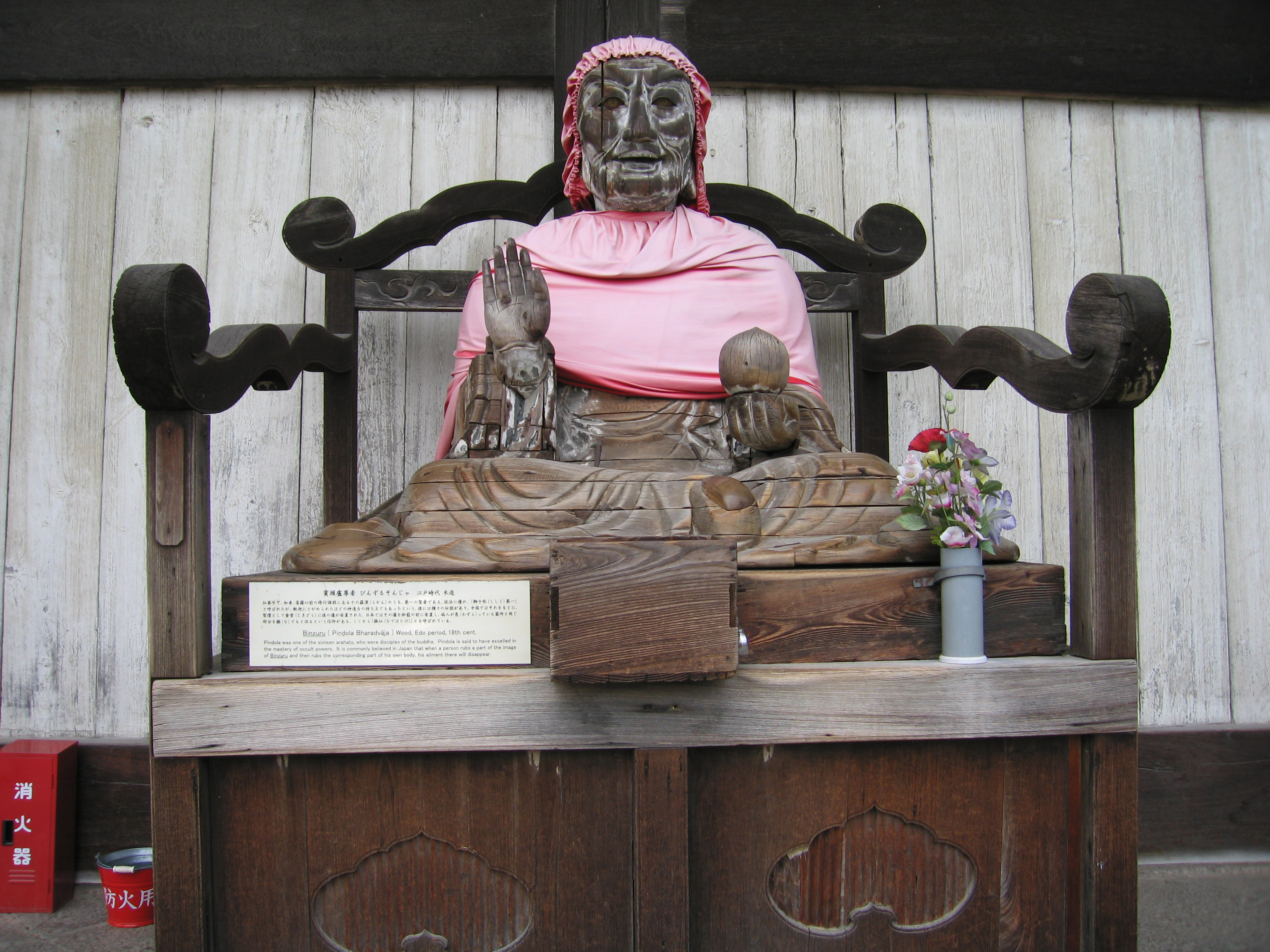
Статуя Биндзуру в храме Тодай-дзи, г. Нара

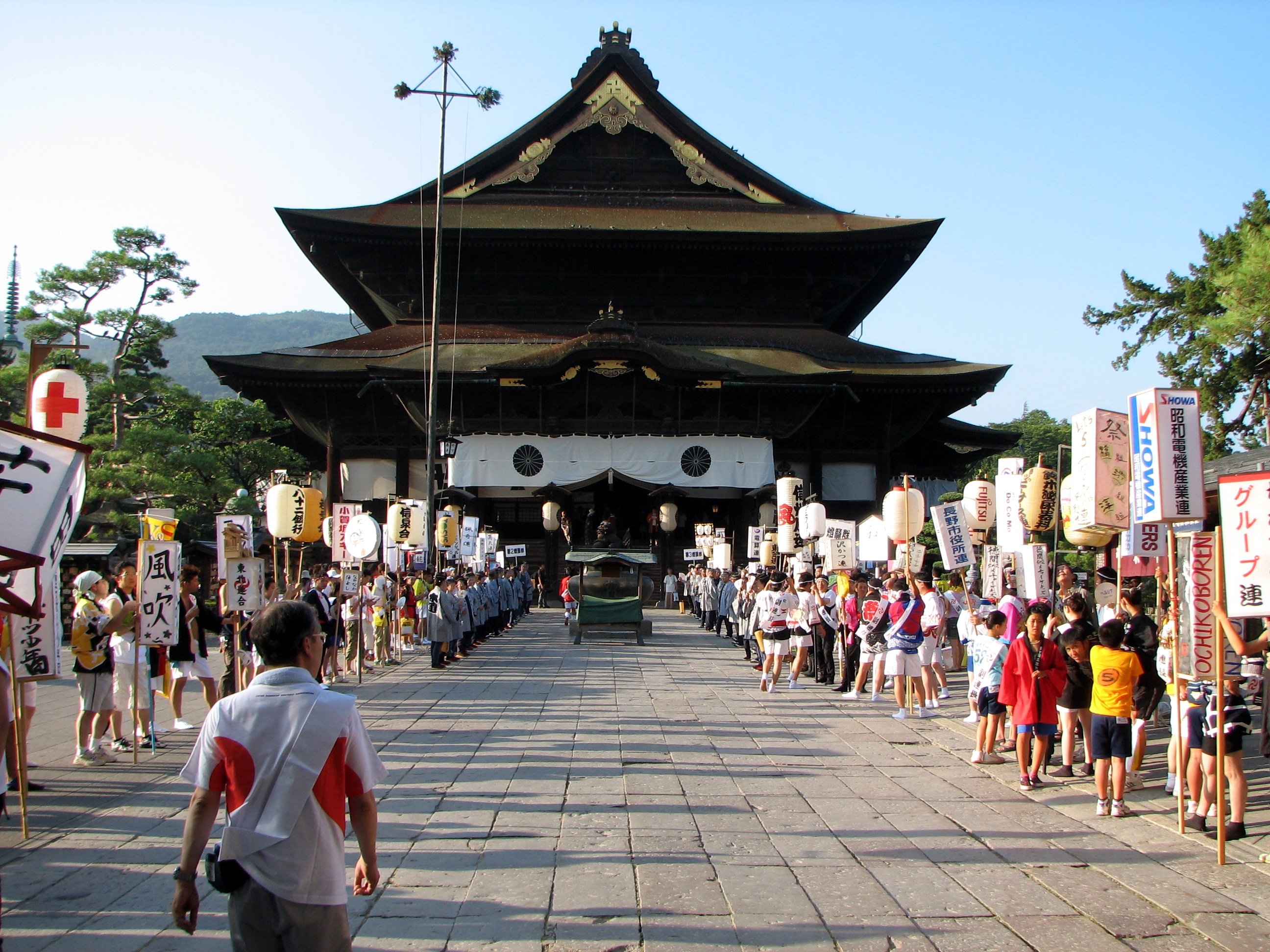
Шествие со статуей Биндзуру вокруг храма Дзэнкодзи во время праздника Биндзуру Маваси

В Японии так же есть специальный праздник, посвящённый этому архату — Биндзуру Маваси (яп. 賓頭盧廻 Binzuru Mawashi), проходящий ежегодно 6 января в храме Дзэнкодзи в Нагано. В этот день на голову статуи Биндзуру надевают соломенную верёвку симэнава и проносят вокруг святилища. Пришедшие на праздник люди в это время дотрагиваются до статуи бамбуковыми лопатками сямодзи и молятся за удачу и доброе здравие в предстоящем году.